# Chance pakken
Chance pakken is een lied van de Nederlandse producer Glades, de Marokkaans-Nederlandse rapper Lijpe en de Algerijns-Franse rapper Boef. Het werd in 2022 als single uitgebracht.

## Achtergrond
Chance pakken is geschreven door Abdel Achahbar, Sofiane Boussaadia en Aniss Bourajjaj en geproduceerd door Glades. Het is een nummer dat past in het genre nederhop. In het lied rappen de artiesten over het grijpen van kansen en het verdienen van geld. 
Het is niet de eerste keer dat de drie artiesten met elkaar samenwerken. Eerder deden ze dit al op Nu heb ik paper. Ook werd er nog meer onderling samengewerkt. Zo stonden Lijpe en Glades verder al samen op Een beetje, Paranoia, Hongersnood, Pauze en In love met die paper. Boef en Lijpe brachten hadden samen de hits Niet eens zo, Niks, Muhammad Ali, Wie praat die gaat, Hope & pray, Terug naar toen, Als het fout gaat en Ooit groot. Ze herhaalden de samenwerking verder nog op Rovers en Schakelen.

## Hitnoteringen
De artiesten hadden bescheiden succes met het lied in Nederland. Het kwam tot 38e plaats van de Single Top 100 in de twee weken dat het in deze hitlijst te vinden was. De Top 40 en haar Tipparade werden niet bereikt.